# Aus der Sicht und mit den Worten von …
Aus der Sicht und mit den Worten von … ist das dritte Studioalbum der Frankfurter Rapperin Sabrina Setlur. Es erschien am 1. Oktober 1999 über die Labels Pelham Power Productions und Sony BMG.

## Produktion
Alle Lieder des Albums wurden von Moses Pelham in Zusammenarbeit mit dem Musikproduzent Martin Haas produziert.

## Covergestaltung
Das Albumcover zeigt Sabrina Setlur, die vom Betrachter aus gesehen nach links guckt. Sie ist scheinbar unbekleidet und hält einen Arm vor ihren Körper. Auf Schriftzüge auf dem Cover wurde verzichtet.

## Gastbeiträge
Auf vier bzw. sechs Liedern des Albums treten neben Sabrina Setlur andere Künstler in Erscheinung. So ist ihr Labelchef und Rapper Moses Pelham beim Song No Test the Empire zu hören. Der Titel All meine Liebe stellt eine Kollaboration mit den Rappern Illmatic sowie Bruda Sven dar und im Intro I Got Sabrina Comin’ Up ist der haitianische Musiker Wyclef Jean vertreten. Beim Track Hija arbeitet Sabrina Setlur mit den deutschen Rapperinnen Brixx und Cora E. zusammen, die auch auf dem Bonusremix von DJ Tomekk vertreten sind. Außerdem wird Sabrina Setlur bei "Ich leb' für Dich" sowie auf dem Bonussong Alles (Director’s Cut) von dem Sänger Xavier Naidoo unterstützt.

## Titelliste
| #  | Titel                                  | Gastmusiker             | Länge |
| -- | -------------------------------------- | ----------------------- | ----- |
| 1  | I Got Sabrina Comin’ Up                | Wyclef Jean             | 0:51  |
| 2  | Setlur 2000                            |                         | 3:53  |
| 3  | Ohne Worte                             |                         | 3:40  |
| 4  | Ganz in Blau                           |                         | 5:02  |
| 5  | Mo’s Nachricht                         |                         | 2:33  |
| 6  | No Test the Empire                     | Moses Pelham            | 5:02  |
| 7  | Ich leb’ für Dich                      | Xavier Naidoo           | 4:26  |
| 8  | Wer bist Du?                           |                         | 4:08  |
| 9  | Lieder gegen Schmerz                   |                         | 4:30  |
| 10 | Hija                                   | Brixx und Cora E.       | 4:05  |
| 11 | Alles wird sich ändern                 |                         | 4:33  |
| 12 | Sprich mit Sabs                        |                         | 4:43  |
| 13 | All meine Liebe                        | Bruda Sven und Illmatic | 4:39  |
| 14 | Letzte Bitte                           |                         | 4:20  |
| 15 | Aus der Sicht und mit den Worten von … |                         | 4:12  |

Bonussongs der Special-Edition:
| #  | Titel                             | Gastmusiker      | Länge |
| -- | --------------------------------- | ---------------- | ----- |
| 16 | Alles (Director’s Cut)            | Xavier Naidoo    | 4:01  |
| 17 | Hija (DJ Tomekk Remix)            | Brixx und Cora E | 3:38  |
| 18 | Ich leb’ für dich (Nasty’s Joint) |                  | 5:16  |

## Chartplatzierungen und Singles
Aus der Sicht und mit den Worten von … stieg am 18. Oktober 1999 auf Platz 3 in die deutschen Albumcharts ein und belegte in den folgenden Wochen die Ränge 7, 12 und 14. Insgesamt hielt sich der Tonträger mit einer Unterbrechung zwölf Wochen in den Top 100. In Österreich und der Schweiz erreichte das Album Position 29 bzw. 26 und konnte sich drei bzw. fünf Wochen in den Charts halten.
Als Singles wurden die Lieder Ich leb’ für Dich (DE #27), Hija (DE #35) und Letzte Bitte (DE #81) ausgekoppelt.

## Verkaufszahlen und Auszeichnungen
Für mehr als 150.000 verkaufte Exemplare erhielt Aus der Sicht und mit den Worten von … noch im Erscheinungsjahr in Deutschland eine Goldene Schallplatte.

## Rezeption
| Professionelle Bewertungen | Professionelle Bewertungen |
| -------------------------- | -------------------------- |
| Kritiken                   |                            |
| Quelle                     | Bewertung                  |
| laut.de                    | [ 6 ]                      |

Die Internetseite laut.de gab dem Album mit einem von möglichen fünf Punkten die schlechteste Bewertung und kritisierte vor allem die Texte:

„Label-Mastermind Moses Pelham hat sich ja bereits auf seiner letzen [sic] Veröffentlichung nicht eben mit Ruhm bekleckert - nun zeichnet er auch für 'Musik und Text' der meisten Tracks auf Sabrinas neuer Scheibe verantwortlich, was dieser nicht sonderlich gut bekommen ist. Wer also bereits früher mit Moses leiden mochte, dem wird auch dieses Machwerk gefallen. Alle anderen werden die vertane Chance bedauern und mit dem Rezensenten fragen: Sabrina, warum tust Du mir das an? […] "Die meisten sähen mich gerne am boden liegen": Ganz im Gegenteil, liebe Sabrina, die meisten sehen in Dir die Lichgestalt des deutschen Raps, einer Kunstform, die von der Straße kommt, die sich seit jeher mit den Schwachen, den Mühseligen und Beladenen befasst hat und sich einen Scheiß dafür interessiert, welche Luxusschüssel ihr fahrt und welchen Sekt ihr sauft.“